# Edigan
Edigan (en rus Эдиган) és un poble de la República de l'Altai, a Rússia. El 2016 tenia 246 habitants. Edigan es troba a la vall del riu Katun, a 53 km al sud-est de Txemal, la seu administrativa de la província.